# Nilobezzia acanthopus
Nilobezzia acanthopus är en tvåvingeart som först beskrevs av Johannes Cornelis Hendrik de Meijere 1907.
Nilobezzia acanthopus ingår i släktet Nilobezzia och familjen svidknott.